# Hermann von Hatzfeld

Hermann von Hatzfeldt im Jahr 1587

Hermann von Hatzfeld zu Wildenburg-Werther (* 1527; † 20. Februar 1600 in Balve) war kurkölnischer Rat und Drost zu Balve. Er gehört zum Adelsgeschlecht von Hatzfeld. Er war auch Besitzer der Schlösser Wocklum und Schönstein.

## Leben

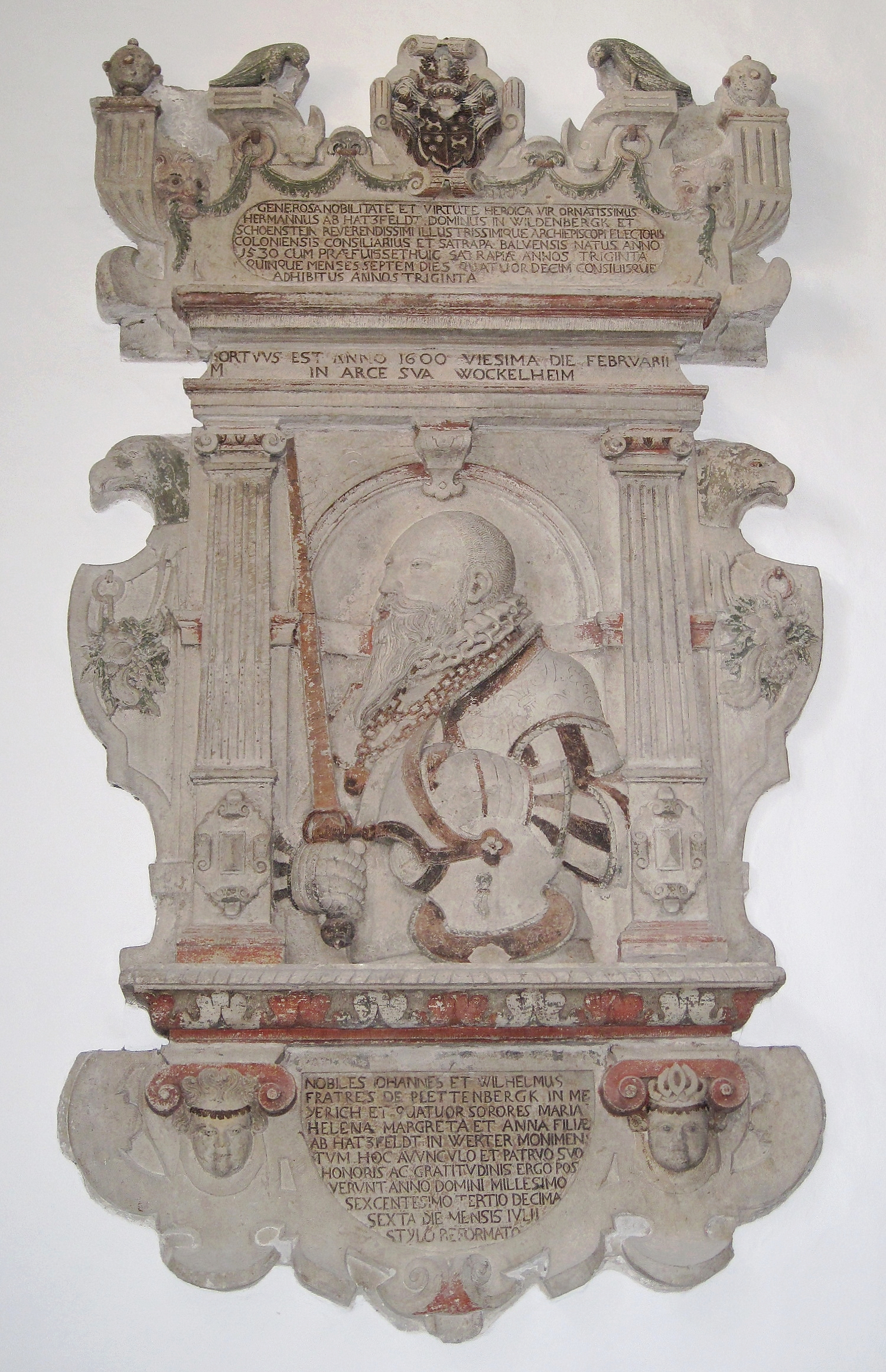
Epitaph des Hermann von Hatzfeldt-Werther-Schönstein im Seitenschiff der Balver Kirche

Er war der Sohn des Hermann von Hatzfeld zu Werther und Schweckhausen († 1539), Amtmann zu Bilstein und Wildenburg, und der Anna von Droste, Erbin von Werther und Schweckhausen, Tochter des Richard von Droste und der Gertrud von Schorlemer zu Körtlinghausen.  Verheiratet war er mit Elisabeth von Pentling, der Witwe Heinrichs von Bockenförde genannt Schüngel. Durch diese Heirat kam er nach langwierigen juristischen Auseinandersetzungen 1567 in den Besitz von Schloss Wocklum. Seine zweite Ehefrau war Elisabeth von Rollingen, Tochter des Wilhelm von Rollingen und der Elisabeth von der Fels. In dritter Ehe war er verheiratet mit seiner Cousine Margarete, Tochter von Franz von Hatzfeld zu Merten und Elisabeth von Wylich.
Als entschiedener Gegner der Reformation, Drost von Balve und Amtmann zu Bilstein und Schönstein war er einer der wichtigsten Gegenspieler des abgesetzten Erzbischofs Gebhard Truchsess von Waldburg während des sogenannten Truchsessischen Krieges. Truchsess ließ Wocklum darum besetzen und Mitte August 1583 niederbrennen. Hatzfeld war ein sehr wohlhabender Mann und machte erhebliche Summen aus seinem Privatvermögen verfügbar, um damit Truppen für Truchsessens Gegenspieler, Ernst von Bayern, den neuen Kölner Kurfürsten, zu unterhalten.  Da die Kurkölner Kasse nach dem Ende des Krieges leer war, gaben ihm der Kurfürst und das Domkapitel im Jahre 1589 als Gegenleistung für seine Verdienste die Burg Schönstein zu Eigentum und die Herrschaft Schönstein als erbliches Lehen.
Hatzfeld war eine treibende Kraft für die Hexenverfolgung im Amt Balve. Nicht die eigentlich zuständigen Richter und Schöffen des Gerichts Balve, sondern von Hatzfeld veranlasste die Einschaltung des Hexenkommisars Christian Kleinsorgen.
Er starb am 20. Februar 1600 kinderlos auf Schloss Wocklum. Sein Epitaph in der Pfarrkirche zu Balve zeigt ihn gerüstet mit Schwert.